# Carcelia canutipulvera
Carcelia canutipulvera là một loài ruồi trong họ Tachinidae.